# Mesembryanthemum juttae
Mesembryanthemum juttae är en isörtsväxtart som beskrevs av Moritz Kurt Dinter och Berger. Mesembryanthemum juttae ingår i Isörtssläktet som ingår i familjen isörtsväxter. Inga underarter finns listade i Catalogue of Life.